# Awesome Truth
Awesome Truth was een heel professioneel worstel-tagteam dat actief is in de WWE. De leden van dit team waren The Miz en R-Truth.

## Geschiedenis
Tijdens de Raw-aflevering van 22 augustus 2011 vielen The Miz en R-Truth Santino Marella aan voor het begin van zijn wedstrijd. Het duo zou al snel naar zichzelf als "Awesome Truth" verwijzen op Raw en andere media. Tijdens de Raw-aflevering van 29 augustus mengde R-Truth zich in de match van The Miz en het duo viel CM Punk aan. Een week later kondigden The Miz en R-Truth aan dat ze Air Boom (Evan Bourne & Kofi Kingston wilden uitdagen voor een WWE Tag Team Championship match op Night of Champions, voordat CM Punk R-Truth versloeg in een match nadat The Miz was verbannen van de ringzijde. Op Night of Champions werd Awesome Truth gediskwalificeerd nadat The Miz tijdens de match de scheidsrechter bestormde.
In de "main event" van Night of Champions tussen WWE COO Triple H en CM Punk, The Miz en R-Truth mengden zich in en bestormden de scheidsrechter. Ze waren hoewel verslagen door Triple H en CM Punk. Een nacht later op Raw, R-Truth en The Miz waren ontslagen door Triple H.
Na de "main event" match op Hell in a Cell, vielen R-Truth en The Miz, in de opgesloten kooi, Alberto Del Rio, CM Punk, John Cena, scheidsrechters en de aanwezige cameramannen aan. Tijdens de actie probeerden andere WWE-supersterren om binnen de gesloten kooi te komen, zonder resultaat. De agenten van de New Orleans Police Department konden door de kooi en arresteerden The Miz en R-Truth. Twee dagen later verontschuldigden The Miz en R-Truth zich via een videoboodschap op YouTube voor hun actie.
Tijdens de Raw-aflevering van 11 oktober 2011 beëindigde de Interim General Manager, John Laurinaitis het 'ontslag' van The Miz en R-Truth. Het duo nam deel aan een tag team match tegen Alberto Del Rio en CM Punk, die ze verloren. Na de match werden The Miz en R-Truth aangevallen door Triple H en dit leidde tot een tag team match tegen Triple H en CM Punk op Vengeance 2011, die ze wonnen met de hulp van Kevin Nash.
Op Survivor Series 2011 verloren ze van het duo John Cena en The Rock. Een dag later ontstond er een ruzie tussen The Miz en R-Truth en dat leidde tot het ontbinden van de groep nadat The Miz zijn "Skull-Crushing Finale" uitvoerde op R-Truth. Later op de dag maakte WWE via hun website bekend dat R-Truth voor 30 dagen geschorst was vanwege zijn inbreuk op het "WWE Welness Program" (WWE's gezondheidsregels).

## In het worstelen
- Finishers
  - Skull-Crushing Truth _ The Miz & R-Truth
  - Skull-Crushing Finale _ The Miz
  - Get Rowdy _ R-Truth

- Entree thema's
  - "I Came to Play" van Downstait (The Miz)
  - "U Suck" van Jim johnston (R-Truth)
  - "Awesome Truth" van Ron Killings en Mike Mizanin